# Misumenops anachoretus
Misumenops anachoretus là một loài nhện trong họ Thomisidae.
Loài này thuộc chi Misumenops. Misumenops anachoretus được miêu tả năm 1876 bởi Holmberg.